# Open Source Ecology

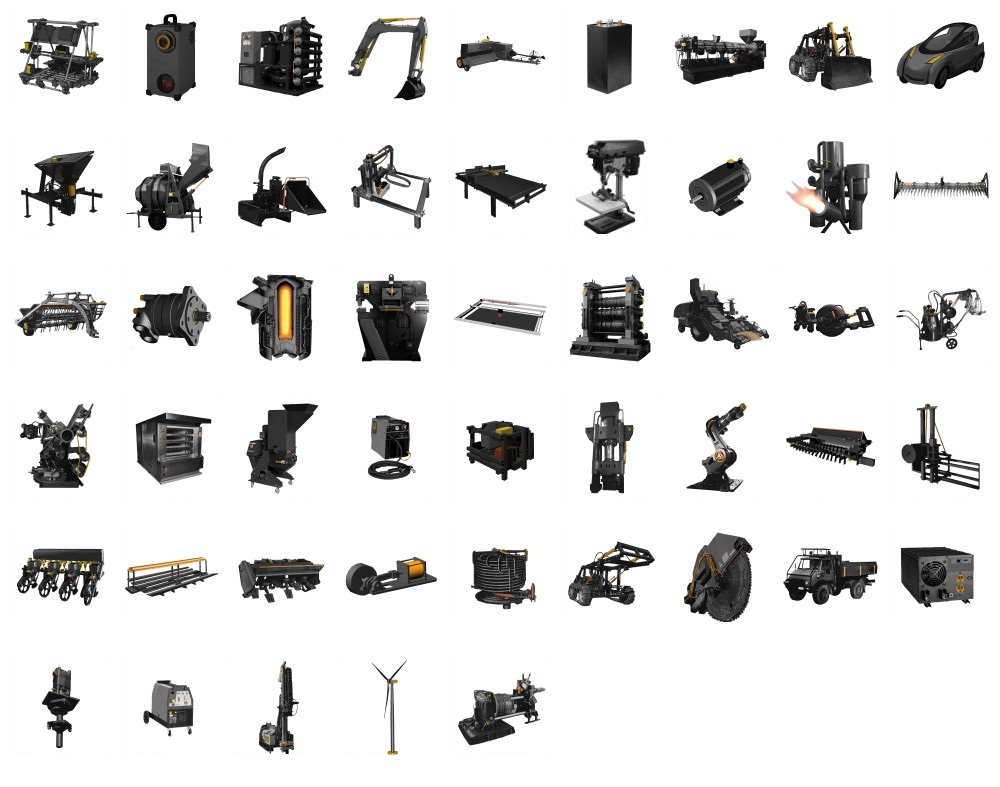
As 50 máquinas que compõem o Global Village Construction Set

Open Source Ecology (OSE) ou Ecologia de Código Aberto é uma rede de agricultores, engenheiros e simpatizantes, cujo principal objetivo é a fabricação final do Global Village Construction Set (GVCS). Conforme descrito pelo Open Source Ecology, "o GVCS é uma plataforma tecnológica aberta que permite a fabricação fácil das 50 máquinas industriais que é preciso para construir uma civilização pequena com confortos modernos." Grupos em Oberlin, Ohio, Pensilvânia, Nova Iorque e Califórnia estão fazendo plantas e construindo protótipos, a fim de passá-las para o Missouri. Os equipamentos são construídos e testados no Factor e Farm na área rural do Missouri.